# Pirşağı
Pirşağı – jednostka administracyjna osiedla Sabunçu, będącego częścią miasta Baku – stolicy Azerbejdżanu. W 2013 roku zamieszkiwało tu 6700 osób.
Znajduje się tu stacja kolei podmiejskiej w Baku.